# Arthur Friedheim
Arthur Friedheim (26. oktober 1859 i Sankt Petersborg – 19. oktober 1932) var en russisk klavervirtuos.
Friedheim, der var født af tyske forældre, blev student og søgte derefter uddannelse hos Liszt, hvis kompositioner han senere har dyrket i fremtrædende grad. Ikke uden vanskelighed tilkæmpede Friedheim sig sin berømmelse på omfattende koncertrejser i England, Frankrig og Tyskland (1885 besøgte han København), og efter 1891 fejrede han særlig triumfer i Nordamerika. 